# Tvarožná (Brno-vidéki járás)
Tvarožná település Csehországban, a Brno-vidéki járásban. Tvarožná Mokrá-Horákov, Velatice, Sivice, Blažovice, Jiříkovice és Holubice településekkel határos. Lakosainak száma 1342 fő (2024. január 1.).

## Népesség
A település lakosságának változását az alábbi diagram mutatja:
| Lakosok száma | 675  | 793  | 879  | 1108 | 1128 | 1204 | 1281 | 1322 | 1286 | 1342 |
|               | 1869 | 1900 | 1921 | 1961 | 1980 | 2011 | 2016 | 2019 | 2021 | 2024 |